# Stéphane
Cette page présente le prénom Stéphane ainsi que ses variantes.
Stéphane est un prénom épicène. Cependant, en langue française, il est beaucoup plus couramment masculin et un équivalent féminin, non identique, est Stéphanie.

## Origine
Le prénom Stéphane est issu du substantif grec Stéphanos (Στέφανος) signifiant couronne.
Une autre origine serait le nom du prophète d'Israël Sophonie (צְפַנְיָה en hébreu), qui se prononce en phonétique tséfania.
La déformation de Stéphane en Étienne est tardive (XIVe ou XVe siècle) et fut précédée par d'autres, dont Estefan, Estèphe ou Estève. En langue française, l'usage a fait d'Étienne la traduction de la plupart des versions étrangères ou anciennes (précédant le XIIIe siècle) de Stéphane.
Les habitants de la ville de Saint-Étienne sont appelés les Stéphanois, en raison de l'étymologie commune des deux prénoms. C'est d'ailleurs le cas pour toutes les communes portant le nom du saint.

## Fête
En France et en Occident, les Stéphane sont célébrés le 26 décembre, jour de la Saint-Étienne.
Étienne est fêté le lendemain de Noël, car il est le premier martyr chrétien. Étienne apparaît comme l'origine du culte des saints, et tient une place particulière dans la chrétienté. Le 26 décembre est donc férié dans de nombreux pays d'Europe : Allemagne, Autriche, Danemark, Finlande, Hongrie, Irlande, Italie, Luxembourg, Pologne, Roumanie, République tchèque, Slovaquie, Suède, mais aussi en Catalogne et dans de nombreux cantons suisses. Il l'était également en France avant 1905, et l'est toujours dans les départements de la Moselle, du Bas-Rhin et du Haut-Rhin, qui étaient encore allemands à cette date.
Au Royaume-Uni, le "St. Stephen's Day" est surtout célébré en tant que Boxing Day, parce qu'il est le lendemain de Noël. Ce jour est férié dans la plupart des pays du Commonwealth.
En Orient, les Stéphane sont fêtés le 27 décembre, selon le calendrier julien.

## Popularité
Le prénom Stéphane marque la décennie 1960 au Québec, et les années 1970 en France,. Il reste populaire dans les Antilles jusqu'à la fin des années 1980, en particulier en Martinique.

## Variantes
- français : Étienne, Stéphane, Stéphan, Stève, Estève
  - Formes féminines françaises non identiques — en dehors de l'épicène — : Stéphanie, Étiennette et Stefi
  - Diminutifs français pour Stéphane : Stef, Steph, Stephi ou Stephen

- albanais : Stefan, Stefanaq
- allemand : Stefan, Stephan, Steffen, Stephen
- anglais : Steven, Stephen, Stephan, Steve
- arabe : Taj («couronne»), Istafan اصطفا(ن), Istifan اسطفان
- arménien : Ստեփանոս (Stepanos), Փանոս (Panos)
- biélorusse : Стaфан, Стэфан
- breton : Stephan, Steven
- bulgare : Стефан
- catalan : Esteve
- croate : Stjepan, Stipo
- danois : Steffen, Stefan
- espagnol : Esteban
- espéranto : Stefano
- estonien : Tehvan
- finnois : Tapani
- gaélique irlandais : Steabhán, Stíofán
- gallois : Steffan
- géorgien : სტეფანე (Stepane)
- grec : Στέφανος (Stéphanos)
- hongrois : István
- islandais : Stefán
- italien : Stefano
- latin : Stephanus
- letton : Stefans
- lituanien : Steponas
- maltais : Stiefnu
- néerlandais : Stefan, Steven, Stef, Stefaan
- norvégien : Stefan, Stein, Steinar
- occitan : Estève, Estèfe, Estefana, Esteban, Estefan
- poitevin : Stéfane
- polonais : Szczepan, Stefan, Stepań
- portugais : Estêvão
- roumain : Ștefan
- russe : Степан, Стефан
- serbe : Стеван et Стефан en serbe cyrillique, et Stevan et Stefan en alphabet latin serbe.
- slovaque : Štefan
- slovène : Štefan
- suédois : Stefan, Staffan
- tchèque : Štěpán
- ukrainien : Stepan

## Personnalités

### Patronyme
Stéphane est aussi un nom de famille, porté notamment par :
- Idwig Stéphane, acteur belge ;
- Nicole Stéphane, née Nicole de Rothschild (1923-2007), actrice, productrice et réalisatrice française ;
- Roger Stéphane, né Roger Worms (1919-1994), écrivain et journaliste français.

### Prénom
- Pour l'ensemble des articles sur les personnes portant ce prénom, consulter :
  - la liste des articles dont le titre commence par ce prénom
  - les listes produites par Wikidata : Liste des personnes de prénom « Stéphane » — même liste en incluant les éventuels prénoms composés qui contiennent « Stéphane ».

#### Artistes
Masculin :
- Stéphane Arfi, écrivain français
- Stéphane Bourgoin, écrivain français ;
- Stéphane Charbonnier, journaliste, caricaturiste, dessinateur ;
- Stéphane Clavier, réalisateur français ;
- Stéphane D'Amour, poète québécois ;
- Stéphane Degout, baryton français
- Stéphane Freiss, acteur français ;
- Stéphane Grappelli, jazzman français ;
- Stéphane Lambert, écrivain belge ;
- Stéphane Mallarmé, écrivain français, né sous le prénom d'Étienne ;
- Stéphane Perger, dessinateur français ;
- Stéphane Rousseau, humoriste, chanteur et acteur québécois ;
- Stéphane Sednaoui, photographe français ;
- Stéphane Sirkis, guitariste du groupe Indochine entre 1982 et 1999 ;
- Stéphane Zagdanski, écrivain français ;
- Stéphane Paut, dit Neige, fondateur et chanteur du groupe Alcest ;

Féminin :
- Stéphane Audran, actrice française ;
- Stéphane Bissot, actrice belge ;
- Stéphane Caillard, actrice française ;
- Stephane Moraille, avocate et artiste québécoise ;
- Stéphane, chanteuse suisse ;

#### Personnalités médiatiques
- Stéphane Bern, présentateur de télévision français ;
- Stéphane Collaro, journaliste, humoriste, animateur de télévision (principalement) français ;
- Stéphane De Groodt, acteur et humoriste (principalement) belge ;
- Stéphane Guillon, humoriste et acteur français ;
- Stéphane Horel, journaliste et réalisatrice française ;
- Stéphane Marchand, journaliste français ;
- Stéphane Plaza, présentateur de télévision français ;
- Stéphane Rotenberg, journaliste et animateur français ;

#### Personnalités politiques
- Stéphane Dion, homme politique canadien ;
- Stéphane Hessel, diplomate et résistant français ;
- Stéphane Le Foll, homme politique français ;

#### Sportifs
- Stéphane Caristan, athlète français ;
- Stéphane Diagana, athlète français ;
- Stéphane Guivarc'h, footballeur français ;
- Stéphane Joulin, handballeur français ;
- Stéphane Lambiel : patineur suisse ;
- Stéphane Ortelli, pilote automobile monégasque ;
- Stéphane Paille, footballeur français ;
- Stéphane Pasquier, jockey français ;
- Stéphane Richer, joueur québécois de hockey sur glace né le 28 avril 1966 ;
- Stéphane Richer, joueur québécois de hockey sur glace né le 7 juin 1966 ;
- Stéphane Ruffier, footballeur français ;
- Stéphane Sarrazin, pilote automobile français ;
- Stéphane Stoecklin, handballeur français ;
- Stephan Van Der Heyden, footballeur belge ;
- Stéphane Ziani, footballeur français ;
- Stéphane Zubar, footballeur français ;
- Stéphane Peterhansel, pilote de rallye français ;

#### Personnage fictif
- Stéphane Clément, chroniques d'un voyageur, bande dessinée helvétique de Daniel Ceppi

## Œuvres
Stéphane est un titre d'œuvre notamment porté par :

- Stéphane, film français de Timothée Hochet et Lucas Pastor, sorti en 2023.